# هيلموت ريكس
هيلموت ريكس (بالألمانية: Helmut Rix)‏ (و. 1926 – 2004 م) هو لغوي، وأستاذ جامعي، ومؤرخ ألماني، ولد في آمبرغ، وكان عضوًا في أكاديمية هايدلبرغ للعلوم والعلوم الإنسانية (منذ 1992)، توفي في فرايبورغ، عن عمر يناهز 78 عاماً، بسبب حادث مرور.

## التعليم
تعلم في جامعة فورتسبورغ.